# The Future
The Future je deveti studijski album kanadskog pjevača Leonarda Cohena objavljen 1992.
Tri pjesme s ovog albuma "The Future", "Waiting for the Miracle" i "Anthem", korištene su u filmu Olivera Stonea,  Rođeni ubojice.

## Popis pjesama
Sve pjesme je napisao Leonard Cohen ako nije drugačije naznačeno.
1. "The Future" - 6:41
2. "Waiting for the Miracle" (Cohen, Sharon Robinson) - 7:42
3. "Be for Reall" (Frederick Knight) - 4:29
4. "Closing Time" - 5:58
5. "Anthem" - 6:06
6. "Democracy" - 7:13
7. "Light as the Breeze" - 7:14
8. "Always" (Irving Berlin) - 8:02
9. "Tacoma Trailer" - 5:57